# Xã Kingman, Quận Renville, Minnesota
Xã Kingman (tiếng Anh: Kingman Township) là một xã thuộc quận Renville, tiểu bang Minnesota, Hoa Kỳ. Năm 2010, dân số của xã này là 201 người.